# 昭陵乡
昭陵乡是中国陕西省咸阳市礼泉县下辖的一个乡。

## 行政区划
昭陵乡下辖以下行政区：
高家村、赵家村、前山村、索山村、石马村、坡李村、尧召村、坡杨村、南阳村、李瓦村、汤房坡村、牧鹿村、肖东村、庄河村、刘东村、魏陵村、肖山村、任池村、皇城村、高菜尧村、峪南村、北师村、菜园村